# 게이세이오와다역
게이세이오와다역(일본어: 京成大和田駅)은 일본 지바현 야치요시에 있는 게이세이 전철 게이세이 본선의 역으로, 역번호는 KS30이다.
여객용 안내에서는 "게이세이"를 생략하고 "오와다"라고 안내한다.

## 역 구조
상대식 승강장 2면 2선의 지상역. 가쓰타다이 역 방향에 인상선이 있어서, 평일 조석의 우에노 방면의 일부 전철에 당역 시발・종착 열차가 설정되어 있다(토요일・휴일 시간표도 1왕복이지만 아침 시간대에 사용된다.). 또한, 하행선 측 승강장 후방에는 보선기기용의 차고가 있다.
1996년의 다이어 개정까지는 주간 시간대에 40분에 1대의 비율로 당역 회차 열차가 존재하였지만 2006년 12월 10일의 다이어 개정으로 토요일과 휴일 다이어의 일부 전동차에서 당역 시발, 종착열차가 재설정되었다.
자동개찰기가 설치된 유인역이다. 하행선 측의 개찰구는 9시부터 15시 55분무렵 사이(일요일은 19시 이후도)에 폐쇄된다. 구내 야치요다이 역 방향에 있는 건널목은 안전을 확보하기 위해 차단간의 하강 및 상승속도가 매우 빠르다.

### 승강장
| 1 | 게이세이 본선 | 닛포리・게이세이우에노・오시아게・ 도영 아사쿠사 선・ 게이큐 선 방면 |
| 2 | 게이세이 본선 | 게이세이사쿠라・나리타 공항 방면                                     |

- 위 표의 노선명은 나리타 공항선 개업 후 여객안내의 명칭에 근거한다.

## 이용 현황
| 승차 인원 추이 | 승차 인원 추이     |
| 연도           | 1일 평균 승차 인원 |
| -------------- | ------------------ |
| 1998년         | 8,234              |
| 1999년         | 7,965              |
| 2000년         | 7,715              |
| 2001년         | 7,489              |
| 2002년         | 7,237              |
| 2003년         | 6,991              |
| 2004년         | 6,830              |
| 2005년         | 6,779              |
| 2006년         | 6,547              |
| 2007년         | 6,454              |
| 2008년         | 6,460              |
| 2009년         | 6,309              |
| 2010년         | 6,200              |
| 2011년         | 6,092              |

## 역 주변
- 게이세이 스토어
- 야치요 경찰서
- 야치요 시립 오와다 도서관
- 야치요 오와다 우체국
- 지바 현립 가시와이 고등학교
- 야치요 시청

## 역사
- 1926년 12월 9일: 오와다역으로 영업 개시. 야치요 시내에서 가장 오래된 역이다.
- 1931년 11월 18일: 게이세이오와다역으로 역명 변경.

## 인접역
| 게이세이 전철 본선                  | 게이세이 전철 본선 | 게이세이 전철 본선               |
| ----------------------------------- | ------------------ | -------------------------------- |
| KS29 야치요다이 게이세이우에노 방면 | ■ 쾌속・■ 보통     | 가쓰타다이 KS31 나리타 공항 방면 |